# Lomami (province)
 (avril 2019).
Si vous disposez d'ouvrages ou d'articles de référence ou si vous connaissez des sites web de qualité traitant du thème abordé ici, merci de compléter l'article en donnant les références utiles à sa vérifiabilité et en les liant à la section « Notes et références ».
Pour les articles homonymes, voir Lomami et Kabinda.
La province du Lomami est une province de la république démocratique du Congo.

## Géographie
Située au centre du pays sur la rivière Lomami, elle est limitrophe de 7 provinces rd-congolaises. 
|                              | Sankuru     | Maniema    |
| Kasaï oriental Kasaï central | Lomami      | Tanganyika |
| Lualaba                      | Haut-Lomami |            |

## Histoire
Ancienne partie du district de la Lualaba actuel katanga(1908-1947) ensuite devient une partie du Kasaï-Oriental en 1965.Elle est créée en 2015 à la suite de l'éclatement de la province historique du Kasaï-Oriental, comme prévu dans la constitution de 2005.

## Villes et Territoires
La province est divisée en deux villes et cinq territoires :
| CD81     | Province de Lomami       | Province de Lomami | Province de Lomami | Province de Lomami |
| Code INS | Subdivision              | Chef-lieu          | Superficie (km²)   | Population         |
| -------- | ------------------------ | ------------------ | ------------------ | ------------------ |
|          | Ville de Kabinda         | Kabinda            | 20                 | 59 004             |
| 8041     | Territoire de Luilu      | Luputa             | 11 747             |                    |
| 8042     | Territoire de Kamiji     | Kamiji             | 2 100              |                    |
| 8043     | Territoire de Ngandajika | Ngandajika         | 5 726              | 557 192            |
| 8044     | Territoire de Kabinda    | Kabinda            | 14 273             |                    |
| 8045     | Territoire de Lubao      | Lubao              | 22 480             |                    |
| 8050     | Ville de Mwene-Ditu      | Mwene-Ditu         | 150                | 195 622            |

## Démographie
La population est estimée à 2 345 000 habitants, située principalement dans les villes de Kabinda et Mweneditu. Elle est constituée de trois grandes ethnies (Songye, Luba et Kanyok). Il y a également les Kete à Kamiji et les Kanitshin à Luilu.

## Économie
Le district de Kabinda est principalement agro-pastoral, avec quelques activités d'exploitation artisanale du diamant à Lubao, Luputa, à Kabinda et à Wikong. Il y a également l'exploitation artisanale de l'or dans l'ensemble du territoire de Luilu. Outre le diamant qui est intensivement exploité, d'autres substances minérales exploitables existent :
- d'importants gîtes de roches carbonatées à Ngandajika.
- les gîtes d'Or des environs de Mwene-Ditu et Luputa.

Il y a également du coltan à Luilu (près de la cite Luputa). Il faudrait signaler que le district était l'un des plus grands dans la production du coton[réf. nécessaire]. Cette industrie n'existe plus à cause du manque de marché dont elle disposait à l'époque colonial, principalement de la Belgique. Il existe un centre de recherche de coton à N’Gandajika. N'gandajika et Kamiji sont des grands centres d'agriculture qui desservent la Province du Kasai-Oriental et principalement la ville de Mbujimayi dont la population est estimée à plus de 2 millions d'habitants.
La ville de Mweneditu dispose de services bancaires, telles que ceux de la Banque Congolaise. Il y a également une forêt riche en bois au nord de Kabinda.

## Environnement
Lomami possède un climat désertique chaud et sec (BWh) selon la classification de Köppen-Geiger. Sur l'année, la température moyenne à Lomami est de 25°C et les précipitations sont en moyenne de 494.6mm. 

## Transports
Le transport ferroviaire est important à Mweneditu quoiqu'en état de délabrement très avancé[réf. souhaitée]. Le district n'a qu'un seul aéroport à Kabinda, mais qui est moins important quand il s'agit de désenclaver le district et sur standard national pratiquement non utilisé. Il existe dans le district les plaines de secours laissées par les Belges à Kabinda, Gandajika,Luputa et Muene Ditu.un aérodrome des presbytériens à Kasha (7km de Luputa). Ces plaines se trouvent dans un état de dégradation très avancé. Il n'existe pratiquement pas de service d'aviation dans l'ensemble du district et il doit dépendre de l'aéroport de Mbujimayi. Ngandajika et Lubao disposent également d'aérodromes utilisés seulement à des fins humanitaires par les ONG. Les vélos et actuellement les motos sont utilisés comme principal moyen de transport, le district demeure l'un des plus pauvres du pays et aura beaucoup de défis à relever, tel que l'entretien de la route Mbuji-Mayi vers Mwene-Ditu qui relie la principale gare à la ville diamantifere et la construction de la route Mbuji-Mayi - Kabinda ou encore l'asphaltage de nombreuses voiries.

## Infrastructure
L'électricité publique n'existe pratiquement pas sur l'ensemble du district, sauf quelques nantis, le réseau de la sncc à Mwene-Ditu et les missionnaires qui utilisent les groupes électrogènes et actuellement l'énergie photovoltaïque qui prend de l'ampleur. La SNEL et surtout la sncc offrent un service irrégulier à Mweneditu, à une clientèle qui ne dépasse pas 5 000 personnes pour une population de plus de 500 000 habitants. Le district n'est pas suffisamment desservi en eau potable, ce qui explique la grande prévalence de la poliomyélite et d'aveuglement infantile.Un réseau de distribution d'eau potable existe à Luputa grâce au financement de l'église des saints de derniers jours (Les mormons) qui ont permis l'adduction d'eau de la source naturelle de Kaya lubil aux environs de Lusuku. La Regideso, qui n'existe qu'à Mwene-Ditu à l'instar de la SNEL offre, des services de qualité médiocre à quelques abonnés à Mwene-Ditu dont le nombre ne dépasse pas les 3 000 âmes.
Le Service National d’Hydraulique Rural (SNHR) est également présent en construisant des puits, sources et adductions d'eau à Mweneditu, Ngandajika, Lubao et Kabinda. Beaucoup de ces sources ne sont plus opérationnelles faute de maintenance ; il en va de même pour les puits équipés de pompes. 
Par ailleurs, la capitale Kabinda ne dispose d’aucun service collectif d’alimentation en eau potable, d’électricité ou d’éclairage public. Il existe néanmoins une centrale thermique qui tourne avec trois cabines d’une puissance de 75 KVA chacune, mais depuis 1992 elle est hors d'usage. Deux antennes de téléphonie cellulaire sont installées depuis 2003. Les services postaux ou bancaires sont inexistants. La province du Kasai Oriental a des projets d’électrification urbaine et rurale par les micro-centrales dans les sites suivants:
| Localisation | rivière    | Site      | Capacité (en MW) | Coût de l'investissement (en millions USD) |
| ------------ | ---------- | --------- | ---------------- | ------------------------------------------ |
| Ngandajika   | Luilu      | Kafumbu   | 7,4              | 17,2                                       |
| Mwene Ditu   | Luilu      | Tshilomba | 3                | 6,9                                        |
| Lusambo      | Lubi       | Kalambayi | 1                | 2,3                                        |
| Mwene Ditu   | Mbuji Mayi | Katambaye | 13,9             |                                            |
| katako Kombe | Lomami     | Lomami    | 15               |                                            |

Un grand barrage au coût de 22 millions de Dollar US peut être érigé près des chutes de Mwangalayi sur la rivière Luilu.

## Éducation
La Ville de Kabinda compte plus de 5 institutions d'enseignement supérieur istm/ka,istmrka,istia et deux institutions universitaires : UNIKAB et UNILO. L’Université Notre Dame du Lomami (UNILO) fut une Institution universitaire catholique, et actuellement publique. L'université de Mwene-Ditu est la principale institution universitaire de la province en termes d'infrastructures, de nombre d'étudiants et de personnel académique avec ses sept facultés qui organisent 14 filières. Il existe actuellement un institut supérieur de techniques médicales situé à Kalenda à côté des anciens bâtiments FOMULAC dans le territoire de Luilu. Par rapport au standard national, le niveau est moins compétitif, ce qui cause à la Province de Lomami la perte de beaucoup de jeunes qui émigrent vers Mbuji-Mayi, Lubumbashi et Kinshasa pour acquérir une bonne formation.
la lomami heberge un centre de savoir creant ainsi un site de connexion  un site qui fait une fois dans l'histoire.